# Bastó de pelegrí

Escut de Sant Jaume de Llierca, amb la representació d'un bordó o bastó de pelegrí

El bordó o bastó de pelegrí és un tipus de bastó o pal que usen els pelegrins cristians, especialment aquells lligats al Camí de Sant Jaume. Per la importància d'aquesta ruta, el bastó ha esdevingut tant una figura heràldica com un símbol del cristianisme. Se'l sol representar amb una línia recta principal que té el mànec lleugerament corbat i de vegades adornat amb una creu, i habitualment acompanyat d'una carabasseta. A l'art anterior al segle xv apareix com a més curt que la persona que s'hi recolza, mentre que en imatges posteriors es va allargant.
La seva fusta afegeix al simbolisme del bastó associacions amb els arbres, especialment amb el concepte d'axis mundi nòrdic, una assimilació introduïda pels camins septentrionals de la ruta. S'hi poden trobar inscripcions gravades al mànec i al pal principal referides a altres símbols cristians, com les lletres alfa i omega o les sigles INRI.
Diversos sants tenen com a atribut de la seva iconografia bàsica un bastó de pelegrí, per evidenciar la vocació missionera o evangelitzadora que els duia a travessar els camins.